# Скалар (математика)
Скалар је појам из математике присутан и у физици, који је уведен првенствено да би се разликовале величине које се појављују у природи, а имају правац и смер. Скалар је, дакле, величина која нема свој правац и смер, као што то има вектор.
Примери скалара су запремина, маса, температура и енергија.